# Saprositellus denticulatus
Saprositellus denticulatus är en skalbaggsart som beskrevs av Vladimir Balthasar 1967. Saprositellus denticulatus ingår i släktet Saprositellus och familjen Aphodiidae. Inga underarter finns listade i Catalogue of Life.